# Mande-Saint-Étienne
Mande-Saint-Étienne est un village belge de la commune de Bertogne, en province de Luxembourg (Région wallonne).
Avant la fusion des communes, il faisait administrativement partie de la commune de Longchamps.

## Situation
Mande-Saint-Étienne s'est implanté sur les deux rives du petit ruisseau de Mande (altitude de 480 m) ainsi que sur le versant nord en pente douce menant à une colline herbeuse culminant à une altitude de 509 m.
Le village est bordé au sud par la route nationale 4 Bruxelles-Arlon et au nord par l'antique chaussée romaine de Metz à Tongres. Il avoisine les localités de Flamisoul, Champs et Senonchamps. L'autoroute E25 se trouve à environ 4 km à l'est et Bastogne à 6 km.

## Description
Ce petit village ardennais compte plusieurs anciennes fermes et fermettes bâties principalement en moellons de grès. Les encadrements des portes et fenêtres ont souvent été réalisés en briques rouges et les toitures en ardoises. Quelques exploitations agricoles sont toujours en activité.
L'église dédiée à Saint Étienne a été construite en pierre de schiste en 1965 par l'architecte P. Dislaire de Bastogne. Cet imposant édifice a la particularité d'avoir une tour de clocher dont l'angle oriental est placé contre l'angle occidental de la nef. Le cimetière se trouve à côté de l'église.

## Activités
Mande-Saint-Étienne possède plusieurs gîtes ruraux.